# Les Hommes de mes rêves
Pour plus de détails, voir Fiche technique et Distribution.
Les Hommes de mes rêves (ou Le Copain de ma copine au Québec ; My Girlfriend's Boyfriend) est une comédie romantique américaine de 2010 réalisée par Daryn Tufts, et avec pour acteurs principaux Alyssa Milano, Christopher Gorham et Michael Landes.
« L'histoire d'une fille qui rencontre son unique grand amour... deux fois ».

## Synopsis
À Salt Lake City, Ethan Reed (Christopher Gorham) est un jeune écrivain qui n'arrive pas à se faire publier. Il fait la connaissance de Jesse Young (Alyssa Milano), serveuse dans un café où il s'est arrêté, et tombe sous son charme. Alors qu'il avait pris la décision d'arrêter d'écrire, Jesse lui redonne confiance et l'inspire pour son nouveau roman. Peu de temps après le départ d'Ethan, Troy Parker (Michael Landes) fait son entrée dans le café. Il est à son tour séduit par Jesse. La jeune femme semble avoir trouvé l'homme idéal deux fois dans la même journée…

## Fiche technique
- Titre original : My Girlfriend's Boyfriend
- Réalisation et scénario : Daryn Tufts
- Direction artistique : Kenneth Hill
- Costumes : Alyson Hancey
- Directeur de la photographie : Brandon Christensen
- Musique : Sam Cardon
- Producteur : Rick McFarland, Alyssa Milano
- Langue : Anglais
- Pays d’origine :  États-Unis
- Format : Couleur
- Genre : Comédie romantique
- Durée : 84 minutes
- Date de sortie : 2010

## Distribution
- Alyssa Milano (VF : Magali Barney) : Jesse Young
- Christopher Gorham (VF : Axel Kiener) : Ethan Reed
- Michael Landes (VF : Philippe Valmont) : Troy Parker
- Tom Lenk (VF : Yannick Blivet) : David Young
- Beau Bridges (VF : Philippe Doré) : Logan Young
- Carol Kane (VF : Florence Dumortier) : Barbara
- Heather Stephens (VF : Marie Diot) : Sarah
- Kelly Packard : Suzy
- Brad Johnson : Bob
- Chantel Flanders : Catie

## Autour du film
Le film fut présenté en avant-première au festival du film de Newport Beach le 24 avril 2010 à Newport Beach, en Californie.